# 邦唐日
邦唐日（法語：Bantanges，法語發音：[bɑ̃tɑ̃ʒ]）是法国索恩-卢瓦尔省的一个市镇，属于鲁昂区。

## 地理
邦唐日（46°36'34"N, 5°6'43"E）面积10.73 平方千米，位于法国勃艮第-弗朗什-孔泰大區索恩-卢瓦尔省，该省份为法国中部省份，北起顺时针与科多尔省、汝拉省、安省、罗讷省、卢瓦尔省、阿列省和涅夫勒省接壤。
与邦唐日接壤的市镇（或旧市镇、城区）包括：塞耶河畔萨维尼、拉沙佩勒诺德、朗西、索尔奈。

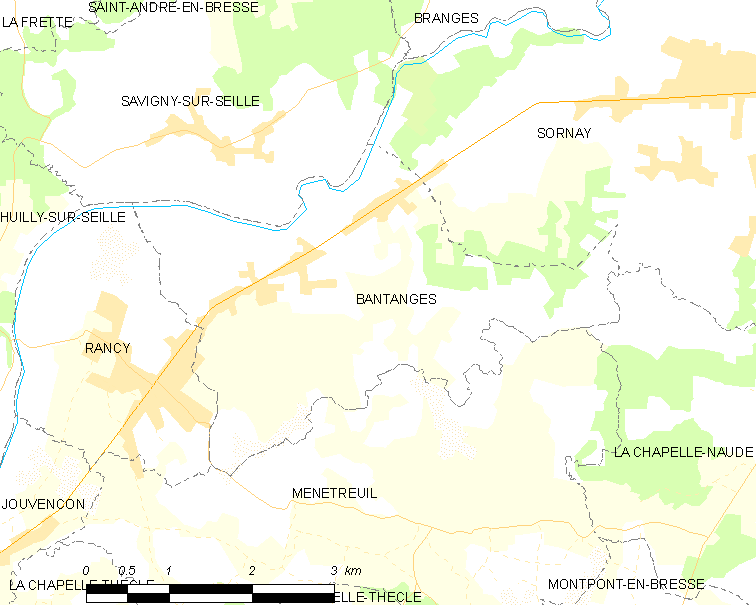
邦唐日的OSM定位图

邦唐日的时区为UTC+01:00、UTC+02:00（夏令时）。

## 行政
邦唐日的邮政编码为71500，INSEE市镇编码为71018。

## 政治
邦唐日所属的省级选区为屈索县。

## 人口

1962-2008年间邦唐日人口变化图示

邦唐日于2022年1月1日时的人口数量为566人。